# 学校法人聖母被昇天学院
学校法人聖母被昇天学院（がっこうほうじんせいぼひしょうてんがくいん、英称 Assumption ）とは、大阪府箕面市如意谷に所在する学校法人。フランス・パリに本部があるカトリックの聖母被昇天修道会により創立された。名称は、カトリックの教義である聖母の被昇天(Assumption of Mary)に由来している。
モットーは、「誠実 隣人愛 喜び」である。

## 設置学校
- アサンプション国際小学校・中学校・高等学校
- アサンプション国際幼稚園

## かつて設置していた学校
- 聖母被昇天学院女子短期大学

## 沿革
- 1839年 - フランス・パリで聖マリ・ウージェニ―（英語版、フランス語版）により聖母被昇天修道会が創立される。
- 1952年 - 5人のシスターが来日。
- 1953年 - 大阪・箕面市に修道院を開設。同年、学校法人被昇天学園を創立。幼稚園開園。
- 1954年 - 小学校開校。
- 1960年 - 中学校開校。
- 1963年 - 高等学校開校。
- 1967年 - 短期大学開学。
- 1987年 - 法人名を聖母被昇天学院に改称。
- 2005年 - 短期大学閉学。
- 2015年 - 3月末を以て幼稚園閉園。4月に（幼保連携型）認定こども園（幼稚園）開園
- 2017年 - 小学校・中学校・高等学校を女子校から共学化。設置校の全てが男女共学になる。また小学校・中学校・高等学校の校名をアサンプション国際に改称
- 2018年 - 認定こども園の園名を認定こども園聖母被昇天学院幼稚園からこども園アサンプション国際幼稚園に改称

## 位置情報
北緯34度50分10.77秒 東経135度28分45.04秒 / 北緯34.8363250度 東経135.4791778度